# Welpe

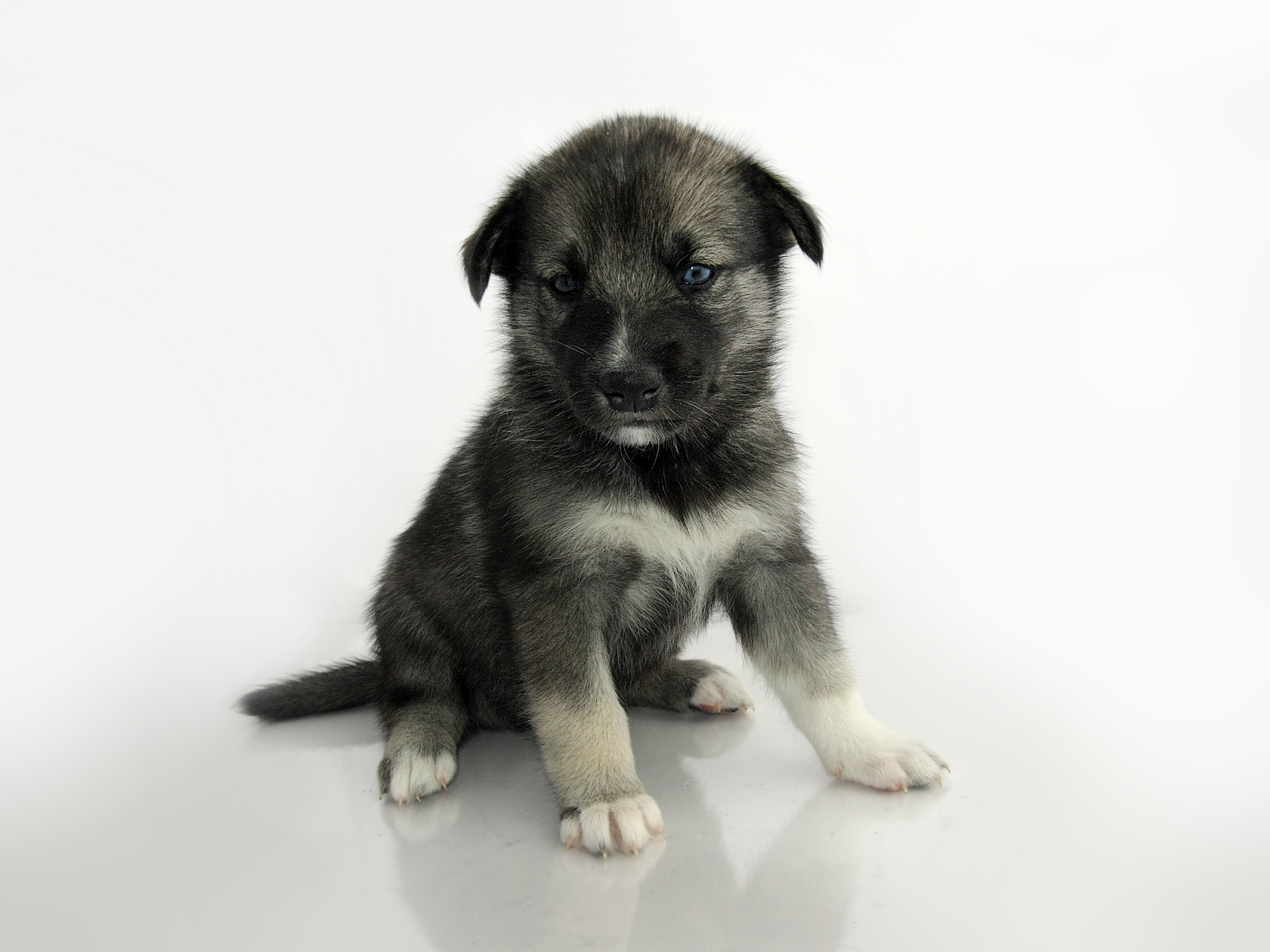
Ein Mischlingswelpe aus Wolfsspitz und Siberian-Husky. Die Behänge werden sich noch aufrichten.

Als Welpe bezeichnet man einen juvenilen Haushund, aber auch Wolf oder Fuchs, der noch gesäugt wird bzw. höchstens zwei bis drei Monate alt ist.
Neben den Jungtieren von Hunden werden teilweise auch die des marderartigen Raubwilds als Welpe bezeichnet.
Darüber hinaus werden darunter auch Neugeborene der Raubtiere allgemein bis zur Entwöhnung verstanden.
Die ursprünglich niederdeutsche Form erscheint seit dem 16. Jahrhundert im Hochdeutschen und hat den lautverschobenen Begriff Welf weitgehend verdrängt.

## Haushund

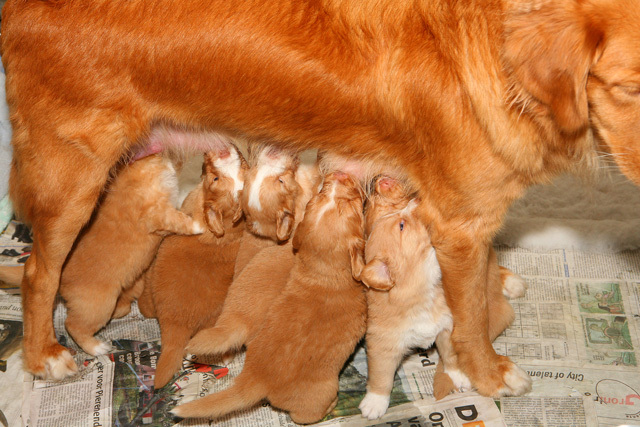
Saugende Welpen (Nova Scotia Duck Tolling Retriever)

Sowohl die Zahl der Welpen als auch deren Geburtsgewicht variiert erheblich und ist unter anderem rasseabhängig. Weitgehend einheitlich ist dagegen das Verhältnis aus Gesamtgewicht des Wurfs zum Körpergewicht der Mutter, das bei 11 Prozent (10–15 %) liegt. Der größte bekannt gewordene Wurf bestand aus 22 Welpen. Beim Haushund wird ein Jungtier über die Säugezeit hinaus bis zu einem Alter von sechs bis neun Monaten als Welpe bezeichnet, spätestens mit dem ersten Verlust seiner Milchzähne beginnt aber die hormonelle Umstellung der Junghundzeit. In dieser Zeit findet auch der erste Fellwechsel vom Welpenfell in das adulte Fell statt.
Im ersten Lebensmonat ist die Thermoregulation bei Welpen noch nicht voll entwickelt, weshalb ihre Körpertemperatur deutlich unter der erwachsener Hunde liegt und sie höhere Umgebungstemperaturen benötigen, um nicht auszukühlen.
| Alter in Wochen | Körpertemperatur in °C | optimale Umgebungstemperatur in °C |
| --------------- | ---------------------- | ---------------------------------- |
| 1               | 33,3–36,7              | 32–30                              |
| 2               | 36,3–36,9              | 30–28                              |
| 3               | 36,9–37,5              | 28-26                              |
| 4               | 37,5–38,3              | 26–24                              |

In der so genannten Welpenzeit finden die grundlegenden körperlichen Entwicklungen statt. In dieser Phase kommt es zudem zur charakterlichen Prägung bzw. Sozialisationsphase des Hundes. Es ist daher eine wesentliche Zeit in der Hundeerziehung.
In dem daran anschließenden Junghundalter entwickelt sich die Geschlechtsreife bei Männchen (Rüden) und Weibchen (Hündinnen). Das heißt, dass die Junghunde während dieser hormonellen Umstellung eine Wesensveränderung durchmachen. Beide Geschlechter werden empfindlicher, unsicherer, ängstlicher und anhänglicher und zeigen oft Fehlreaktionen in ihrem Verhalten, wie Schreckhaftigkeit, Fressunlust oder -gier, Unfolgsamkeit, Unkonzentriertheit, Gereiztheit und Angstbeißen, wenn sie in Bedrängnis kommen.